# Maccabi Haifa F.C.
Maccabi Haifa izraelski je nogometni klub iz grada Haife. Osnovan je 1913. Jedan je od najjačih i najpoznatijih izraelskih klubova. Također, prvi klub iz Izraela koji se uspio kvalificirati u Ligu prvaka. Domaće utakmice igraju na stadionu Sammy Ofer, koji dijele s gradskim rivalima Hapoelom, drugim najvećim u Izraelu.

## Povijest

### Mračnih prvih 70 godina (1913. – 1980.)
Klub je svoju povijest započeo 1913. u lučkom gradu Haifi. Isprva je bio mali nepoznati klub, koji je igrao u nižim ligama, najviše do druge lige, i to u velikoj sjeni gradskog rivala Hapoela.
I u tim prvim godinama klub je bio specifičan po napadačkom nogometu punom kratkih dodavanja i izražene tehnike igrača. 1942. klub je došao do finala izraelskog kupa, a tamo ih je s čak 12:1 potopio Beitar iz Tel Aviva. Taj poraz najveći je u povijesti Maccabija. 1962. pobijedili su Maccabi Tel Aviv u finalu kupa s 5:2. 1963. opet su u fiinalu, no, u gradskom su derbiju s Hapoelom poraženi 0:1.

### Osamdesete
Tek u 80-ima klub je stigao do elitne izraelske lige. Sezone 1983./84. pod vodstvom trenera Schloma Scharfa osvojili su iznenađujuće prvi naslov prvaka pobijedivši Beitar iz Jeruzalema i Hapoel iz Tel Aviva. Sharfova momčad igrala je s 4 napadača, ali nešto opreznije nego je to Maccabi običavao igrati. Godinu kasnije, obranili su naslov. 1986. naslov im je sumnjivo preoteo telavivski Hapoel u međusobnoj utakmici. Strijelac jedinog gola Gili Landau, navodno, je bio u pasivnom zaleđu zbog kojeg je gol trebao biti poništen. No, ni danas nije sigurno je li bio u zaleđu, zbog loših video snimaka utakmice. 1988. Maccabi Haifa ostvario je svoju najveću pobjedu (10:0) protiv Maccabija iz Tel-Aviva. Za kraj sjajnog desetljeća, 1989. osvojili su još jedan naslov.

### Devedesete
I na početku novog desetljeća Maccabi se pokazao kao klub bez premca u državnoj ligi osvojivši dvostruku krunu. 1992. klub je kupio Ya'akov Shahar, koji je postao i predsjednikom kluba. Pod njegovim vodstvom bili su financijski osigurani. Nakon osvojenog kupa 1993. klub je u kupu pobjednika kupova porazio moskovski Torpedo s 3:1 i talijansku Parmu s 1:0 došavši do najboljih 16. Tada su u prvenstvu rušili sve rekorde, i također osvojili naslov sa svih 48 utakmica bez poraza. Momčad Maccabija sezone 1993./94., koja je u prvenstvu od mogućih 117 osvojila 95 bodova (uz 97 zabijenih golova u 39 utakmica) s trenerom Giorom Spiegelom smatra se jednom od najvećih u izraelskoj povijesti.
1996. po odlasku zvijezda Berkovića i Reviva u veće klubove na zapad, Maccabi je igrao nešto slabije. Počele su ubrzane smijene trenera što je rezultiralo gubitkom prvenstava.
1999. s češkim trenerom Dušanom Uhrinom klub se plasirao u četvrtfinale kupa pobjednika kupova, izbacivši francuski Paris Saint-Germain i austrijski Reid. U četvrtfinale nisu prošli zbog odlaska napadača Mizrahija u Nicu.

### Nastavak dominacije
2000. je trenerom kluba postao Avraham Grant. On je popravio momčad i Maccabi je opet bio nepobjediv. Opet su osvajali naslov oslanjajući se na genijalnost Benayouna. Završilo je tako kraće razdoblje bez trofeja prvaka, zbog čega su nakon osvajanja naslova navijači uletjeli na teren, te uzrokovali veliku tragediju. Slaveći tako, mladić Amir Rand u toj gužvi udario se od zaštitnu ogradu te pao u komu iz koje se još nije probudio.
Godinu kasnije lako je obranjen naslov oslanjajući se na inozemni trio: Giovanni Rosso (Hrvatska), Raimondas Žutautas (Litva) i Aiyegbeni Yakubu (Nigerija). Nakon toga, Avraham Grant postao je izbornik Izraela, a zamijenio ga je dotad izbornik izraelske U-21 momčadi Itzhak Shum.

### Liga prvaka
2002. Maccabi je postao prvi izraelski klub koji se uspio probiti do skupina Lige praka. U skupini su porazili grčki Olympiakos i engleskog giganta Manchester Uniteda. Osvojili su 7 bodova i završili kao treći u skupini, što im je omogućilo nastavak natjecanja u Kupu UEFA.
Sezone 2003./04. opet su prvaci iako dosta teško, uz neuvjerljivu igru. Zahvaljujući lošoj konkurenciji.
Sezonu 2005./06., nakon što je treneru Levyu produžen ugovor, otvorili su s 11 pobjeda u prvih 11 kola. No, nije ih tako dobro išlo i na međunarodnoj sceni. U 2. pretkolu igrali su sa švedskim Malmöm. U obje su utakmice ispustili prednost i kasnije ispali (2:3, 2:2).

## Poznati igrači
| - Ahrom Amar - Zahi Armeli - Reuven Atar - Dudu Awat - Walid Badir - Marco Balbul - Tal Banin - Arik Benado - Yossi Benayoun - Eyal Berković - Daniel Brailovsky - Adoram Keisi - Nir Klinger - Roni Levy - Avi Ran - Roni Rosenthal - Haim Revivo - Klemi Saban - Idan Tal - Yochanan Vollach - Michael Zandberg - Viktor Pača - Andrej Ostrovskij |  | - Wescley Goncalves - Radovan Harometko - Giorgi Gakhokidze - Nenad Pralija - Đovani Roso - Ibrahim Duro - Raimondas Žutautas - Sergei Clescenco - Eric Ejiofor - Aiyegbeni Yakubu - Jorge Britez - Dánte Lopez - Jerzy Brzeczek - Radoslaw Michalski - Vasili Ivanov - Viktor Čanov - Serhij Belencuk - Serhij Kandaurov - Roman Pec - Edgardo Adinolfi - Wilfred Mugay |

## Uspjesi

### Domaći uspjesi

#### Liga:
- Izraelsko prvenstvo
  - Pobjednik (14): 1983./84., 1984./85., 1988./89., 1990./91., 1993./94., 2000./01., 2001./02., 2003./04., 2004./05., 2005./06., 2008./09., 2010./11., 2020./21., 2021./22.
  - Drugoplasirani (9): 1985./86., 1994./95., 1995./96., 1999./00., 2002./03., 2009./10., 2012./13., 2018./19., 2019./20.
- Druga liga
  - Pobjednik (4): 1944./45., 1946./47., 1965./66., 1974./75.

#### Kupovi:
- Državni kup
  - Pobjednik (6): 1961./62., 1990./91., 1992./93., 1994./95., 1997./98., 2015./16.
  - Drugoplasirani (11): 1942., 1962./63., 1970./71., 1984./85., 1986./87., 1988./89., 2001./02., 2008./09., 2010./11., 2011./12., 2021./22.
- Toto kup
  - Pobjednici (5): 1994., 2002./03., 2005./06., 2007./08., 2021./22.
- Izraelski superkup
  - Pobjednici (4): 1962., 1985., 1989., 2021.

### Uspjesi u europskim natjecanjima
- Liga prvaka:
  - Grupna faza (3): 2002./03., 2009./10., 2022./23.
- Kup UEFA/Europska liga:
  - Osmina finala (1): 2006./07.
  - Grupna faza (2): 2011./12., 2013./14.
- Konferencijska liga:
  - Grupna faza (1): 2021./22.
- Kup pobjednika kupova:
  - Četvrtfinale (1): 1998./99.
  - Drugi krug (1): 1993./94.